# Chuyên gia trang điểm

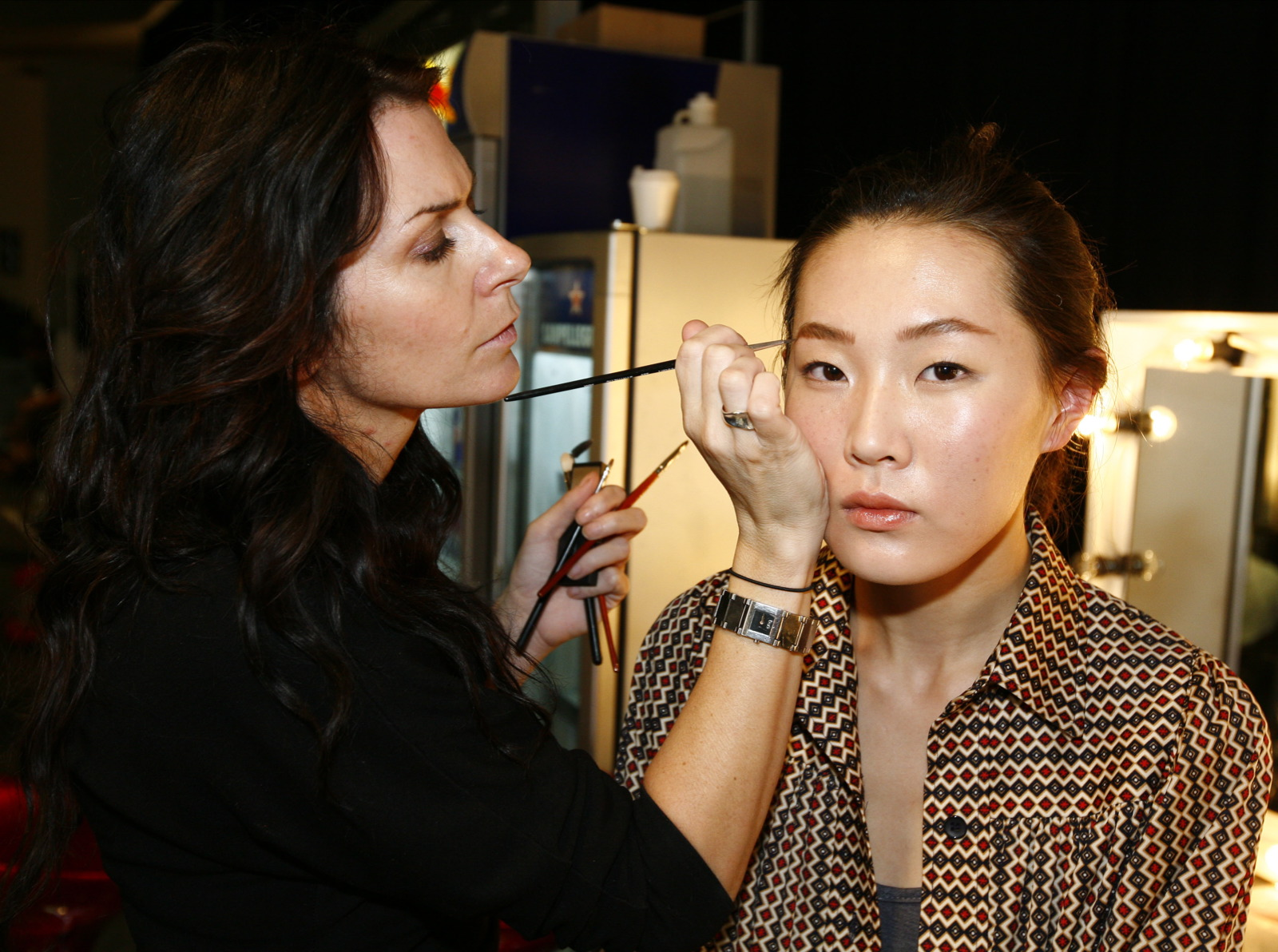
Hậu trường nghệ sĩ trang điểm tại buổi trình diễn của nhà thiết kế thời trang Lee Matthews, nằm trong Tuần lễ Thời trang Úc Xuân Hè năm 2007

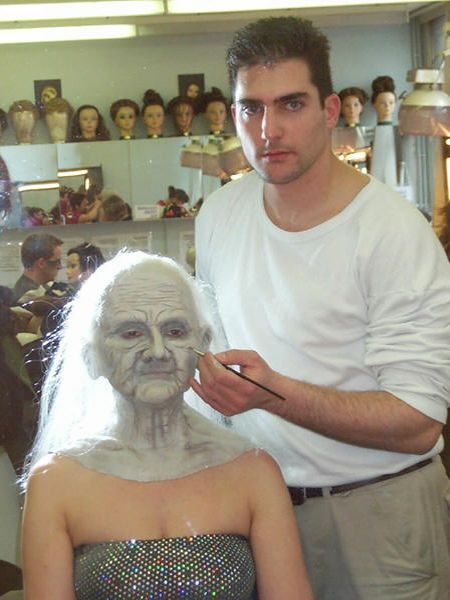
Các kỹ thuật hóa trang bằng hiệu ứng đặc biệt

Nghệ sĩ trang điểm hay nghệ sĩ điểm trang (tiếng Anh: make-up artist, viết tắt: MUA), hay còn gọi là chuyên viên trang điểm, chuyên gia trang điểm, thợ trang điểm hoặc kém thông dụng hơn là nghệ sĩ hóa trang, là một người nghệ sĩ có phương tiện là thân thể con người, chuyên hành nghề trang điểm và hóa trang giả lên cơ thể người khác trong các lĩnh vực sân khấu kịch, truyền hình, điện ảnh, thời trang, tạp chí và các hoạt động sản xuất tương tự khác bao gồm tất cả các mặt của ngành công nghiệp người mẫu. Giải thưởng được trao cho nghề nghiệp này trong ngành công nghiệp giải trí gồm có Giải Oscar cho hóa trang xuất sắc nhất và thậm chí là một số giải thưởng ví dụ như Giải Emmy và Giải Quả cầu vàng. Các công ty quản lý nghệ sĩ trên thế giới đều yêu cầu giấy phép hành nghề trong quá trình thuê các nghệ sĩ trang điểm. Những hãng giải trí lớn hơn thì sở hữu cho mình các nghệ sĩ trang điểm nội bộ theo bảng lương mặc dù hầu hết trong số họ là hành nghề tự do và thời gian làm việc của họ có linh động hay không còn phụ thuộc vào từng dự án. Việc sử dụng máy ảnh kỹ thuật số có thể giúp công việc trang điểm cho cô dâu trở nên phổ biến hơn.

## Các nghệ sĩ trang điểm/hóa trang nổi bật
- Geeta Rahul Rastogi
- Rick Baker
- Way Bandy
- Bobbi Brown
- John Chambers
- Nina Flowers
- Joanne Gair
- Huda Kattan
- Jack Pierce
- Pat McGrath
- Ve Neill
- Dick Smith
- Marco Castro
- Lon Chaney
- Lisa Eldridge
- Jeffree Star
- NikkieTutorials
- James Charles